# ブルーベリーパイ
ブルーベリーパイ（英語: Blueberry Pie）とは、ブルーベリーを用いたパイ菓子である。ブルーベリーはタネを取り除いたり皮を剥いたりする必要がないため、比較的容易に作ることができるパイ菓子として知られている。パイの上部と下部にはペイストリーが乗せされることが多いが、上部のペイストリーは円形の形をしたものもあれば、バラバラに砕かれた形のものもあれば、そもそも上部にペイストリーを乗せないで作られることもある。このブルーベリーパイは、北半球でのブルーベリーの旬が夏であることより、夏に食されることが多い。

## 歴史
ブルーベリーは天然物であれ栽培物であれ、北アメリカ原産の果物である。そんなベリーを用いたこのブルーベリーパイは、最初は初期のアメリカ入植者たちによって食されていたとされ、その後世界中に広まっていった。ヨーロッパではブルーベリーに似た果物であるビルベリーを用いたパイが食され、アメリカ合衆国やカナダではブルーベリーパイが人気のデザートとして今でもよく食べられるようになった。またメイン州では野生のブルーベリーを用いて作るブルーベリーパイが州を代表する料理として制定されている。

## 材料
ブルーベリーパイには通常、蒸されたブルーベリーが用いられる。ベリーは冷凍のものでも生のものでも構わない。ブルーベリーの他には、殻粉やインスタントのタピオカ、シナモンやナツメグ、砂糖、バニラ、そしてバターなどを用いる。ただレシピによって材料は異なる。

## 栄養価
市販のブルーベリーパイ約100gの栄養価は以下である。
- カロリー : 55カロリー
- 脂質 : 10%
- 炭水化物 : 35%
- タンパク質（英語版） : 2%
- 水分 : 52%

またブルーベリーパイは 食事摂取基準で定められる1日に必要とされるビタミンKの約10%を含むとされている。しかし微量栄養素は全く含まれていない。

## 写真

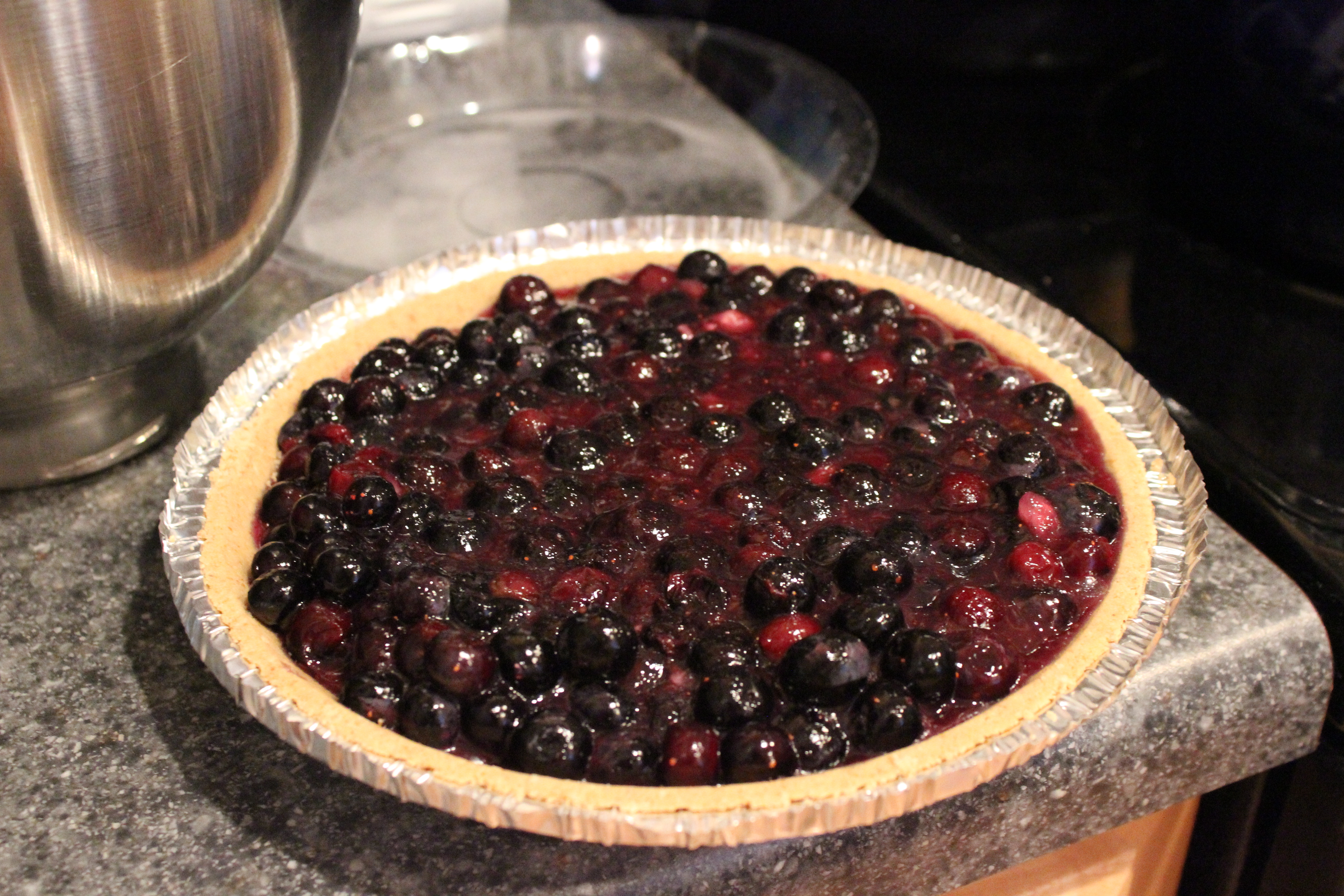
グラハムクラッカークラスト （英語版）を用いて作られたブルーベリーパイ
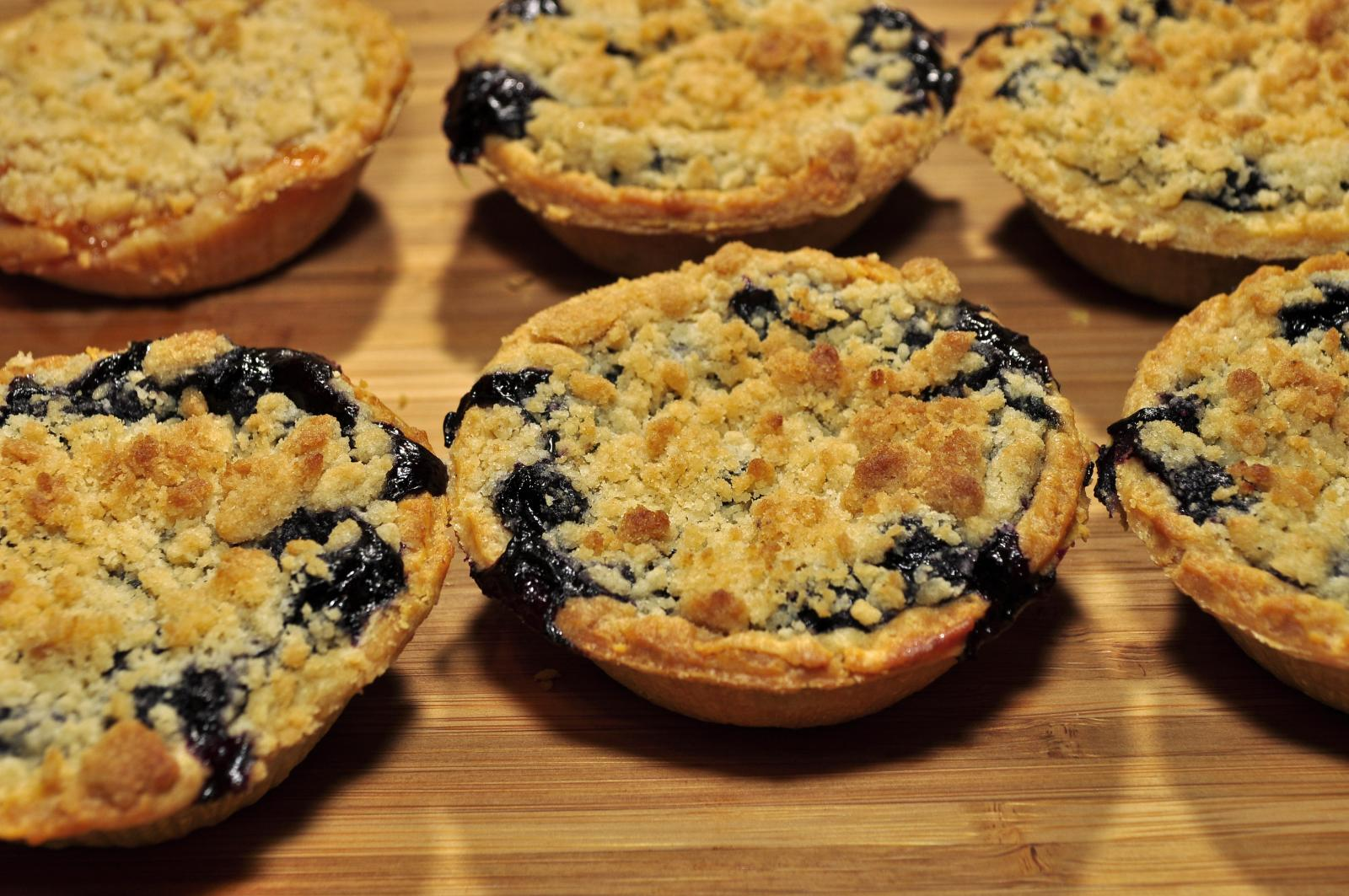
小型タイプのブルーベリーパイ